# Nancy Schreiber
Pour les articles homonymes, voir Schreiber.
Nancy Schreiber est une directrice de la photographie américaine (membre de l'ASC), née le 27 juin 1949 à Détroit (Michigan).

## Biographie
Au cinéma, elle contribue comme chef opératrice à une cinquantaine de films américains ou en coproduction (dont des courts métrages), le premier sorti en 1988.
Citons Entre amis et voisins de Neil LaBute (1998, avc Amy Brenneman et Aaron Eckhart), Le Coup de Vénus de Walt Becker (2002, avec Jerry O'Connell et Bridgette Wilson-Sampras), The Nines de John August (2007, avec Ryan Reynolds et Melissa McCarthy) et Quitte-moi... si tu peux ! de Cheryl Hines (2009, avec Kristen Bell et Justin Long).
Toujours pour le grand écran, elle dirige les prises de vues d'une dizaine de documentaires (le premier sorti en 1987), dont The Celluloid Closet de Rob Epstein et Jeffrey Friedman (1996).
À la télévision (là aussi notamment dans le domaine du documentaire), depuis 1987, Nancy Schreider est directrice de la photographie sur une vingtaine de séries, dont Mon comeback (douze épisodes, 2005), US Marshals : Protection de témoins (épisode pilote, 2008) et The Client List (deux épisodes, 2013).
S'ajoute une quinzaine de téléfilms, dont Sur le chemin de la guerre de John Frankenheimer (2002, avec Michael Gambon et Donald Sutherland).
Depuis 1995, elle est membre de l'American Society of Cinematographers (ASC).    

## Filmographie partielle

### Cinéma
- 1992 : Visions of Light d'Arnold Glassman, Todd McCarthy et Stuart Samuels (documentaire)
- 1993 : Chain of Desire de Temístocles López
- 1994 : Le Piège (The Soft Kill) d'Eli Cohen
- 1995 : Un voyage avec Martin Scorsese à travers le cinéma américain (A Personal Journey with Martin Scorsese Through American Movies) de Martin Scorsese et Michael Henry Wilson (documentaire)
- 1996 : The Celluloid Closet de Rob Epstein et Jeffrey Friedman (documentaire)
- 1998 : Entre amis et voisins (Your Friends and Neighbors) de Neil LaBute
- 2000 : Blair Witch 2 : Le Livre des ombres (Book of Shadows: Blair Witch 2) de Joe Berlinger
- 2001 : Ghost World de Terry Zwigoff (prises de vues additionnelles)
- 2002 : Le Coup de Vénus (Buying the Cow) de Walt Becker
- 2005 : American Gun d'Aric Avelino
- 2005 : Loverboy de Kevin Bacon
- 2007 : The Nines de John August
- 2009 : Mon père et ses 6 veuves (The Six Wives of Henry Lefay) d'Howard Gould
- 2009 : Maman, mode d'emploi (Motherhood) de Katherine Dieckmann
- 2009 : Quitte-moi... si tu peux ! (Serious Moonlight) de Cheryl Hines

### Télévision

#### Séries
- 1990-1998 : American Experience, série documentaire
  - Saison 3, épisode 5 The Crash of 1929 (1990)
  - Saison 10, épisode 10 Influenza 1918 (1998)
- 2003-2011 : American Masters, série documentaire
  - Saison 17, épisode 7 Robert Capa: In Love and War (2003)
  - Saison 25, épisode 7 Woody Allen: A Documentary (2011)
- 2005 : Mon comeback (The Comeback)
  - Saison 1, 12 épisodes
- 2005-2007 : Cathouse (Cathouse: The Series), série documentaire
  - Saisons 1 et 2, 8 épisodes
- 2007 : Ghost Whisperer
  - Saison 2, épisode 16 Braquage (The Cradle Will Rock)
- 2008 : US Marshals : Protection de témoins (In Plain Sight)
  - Saison 1, épisode pilote en deux parties Sang rouge, peaux blanches (Pilot) de Mark Piznarski
- 2013 : The Client List
  - Saison 2, épisode 13 Le Temps qu'il faudra (Whatever It Takes) et épisode 15 Partir en fumée (Wild Nights Are Calling) d'Allan Arkush
- 2016 : The Family
  - Saison unique, épisodes 7, 9 et 11 (sans titres)

#### Téléfilms
- 1998 : Sans issue (Thicker Than Blood) de Richard Pearce
- 2001 : Stranger Inside de Cheryl Dunye
- 2002 : Sur le chemin de la guerre (Path to War) de John Frankenheimer
- 2007 : Spellbound de James Frawley